# Alfred Sabisch (Theologe)
Alfred Joseph Hermann Sabisch (* 24. Juli 1906 in Berlin; † 3. März 1977 in Bochum) war ein deutscher römisch-katholischer Theologe und Priester.

## Leben
Nach der Priesterweihe am 1. Februar 1931 war Alfred Sabisch von 1933 bis 1941 Religionslehrer in Oppeln. Von 1941 bis 1948 war er Konviktspräfekt in Gleiwitz. Von 1951 bis 1960 war er Unterarchivar im Diözesanarchiv Breslau. Von 1960 bis 1977 war er Seelsorger in Duisburg und Bochum.

## Schriften (Auswahl)
- Beiträge zur Geschichte des Breslauer Bischofs Balthasar von Promnitz (1539–1562). Wahl und Regierungsantritt (= Zur schlesischen Kirchengeschichte Nummer 16). Müller & Seiffert, Breslau 1936, OCLC 13987801 (zugleich Dissertation, Breslau 1936).
- Acta Capituli Wratislaviensis. Band 1. 1500–1516 (= Forschungen und Quellen zur Kirchen- und Kulturgeschichte Ostdeutschlands, Band 10). Böhlau, Köln/Wien 1972, ISBN 3-412-93072-5.
- Die Bischöfe von Breslau und die Reformation in Schlesien. Jakob von Salza und Balthasar von Promnitz in ihrer glaubensmäßigen und kirchenpolitischen Auseinandersetzung mit den Anhängern der Reformation (= Katholisches Leben und Kirchenreform im Zeitalter der Glaubensspaltung, Band 35). Aschendorff, Münster 1975, ISBN 3-402-03323-2.
- Acta Capituli Wratislaviensis. Band 2. 1517–1540 (= Forschungen und Quellen zur Kirchen- und Kulturgeschichte Ostdeutschlands, Band 14). Böhlau, Köln/Wien 1976, ISBN 3-412-04975-1.